# ヘルクレス座シータ星
ヘルクレス座θ星（ヘルクレスざシータせい、θ Herculis、θ Her）は、ヘルクレス座の恒星である。見かけの等級は3.86と、肉眼でみることができる明るさである。年周視差に基づいて太陽からの距離を計算すると、およそ800光年である。

## 特徴
ヘルクレス座θ星はK型輝巨星で、スペクトル型はK1 IIaと分類されている。表面の有効温度はおよそ4600 K、光度は太陽の2400倍程度で、半径は太陽の70倍前後に膨張しているとみられる。質量は太陽の5.7倍程度、年齢は1億年を上回る程度で、水平分枝段階にあると考えられる。
ヘルクレス座θ星は、比較的晩期型の輝巨星であり、彩層活動はその分類と特徴的に合致するが、一方でその外側の遷移層は、より早期型の主系列星である太陽型の特徴を示し、低温の恒星風と高温のコロナが並存している「混成彩層」型あるいは「混成」型輝巨星の代表的なものの一つとされる。ヘルクレス座θ星のスペクトルは、シアン（CN）分子の吸収帯がとても強く、スペクトル型もそれを示す添え字付きで表されることがある。表層には炭素や窒素が過剰に存在するが、全体的な金属量は太陽組成と比較して少ない。
ヘルクレス座θ星は、1934年のヘルクレス座新星が出現した際の比較星としての観測で、星表の明るさよりも暗くみえたことから、変光星かもしれないと疑われた。その後、ストラスブール天文台によるヘルクレス座θ星自身の観測によって、まず変光幅が0.6等の不規則変光星と推測され、その後光度曲線が描かれると、周期9.232日、主極小が0.13等、副極小が0.04等減光すること座β型の食連星ではないかとされた。一方で、分光観測による視線速度測定では、視線速度はほぼ一定で、食連星であることは否定される。結局、変光星としての詳細は不明で、確定していない新しい変光星候補にとどまっている。

## 名称
17世紀にエジプトでムハンマド・アル・アフサースィーが著した天文暦の星表には、ヘルクレス座θ星について「ひざまずく者の左膝」を意味する“Rekbet al Jathih al Aisr”（ラテン語: Genu Sinistrum Ingeniculi）という名称が付けられていたという。
中国ではヘルクレス座θ星は、九卿の姿を表すともいわれ訴訟を司るとされる天紀（拼音: Tiān Jì）という星官を、かんむり座ξ星、ヘルクレス座ζ星、ε星、d星、61番星、u星、HD 160054などと共に形成する。ヘルクレス座θ星自身は、天紀九（拼音: Tiān Jì jiǔ）すなわち天紀の9番星といわれる。